# Szentes
Szentes je grad u Čongradskoj županiji u Mađarskoj.

## Zemljopisni položaj
Szentes se nalazi na jugoistoku Mađarske, na južnom dijelu nizinskog prostora Alfölda. Od županijskog središta Segedina udaljen je otprilike 50 km.

## Upravna organizacija
Upravno je sjedište senteške mikroregije. Poštanski je broj 6600.
Status grada dobio je prije 1900. godine. 1947. iz njega su izdvojena dijelovi nekih naselja za novo osamostaljeno selo Cserebökény, a 1952. godine ista stvar, kad je formirano selo Nagytőke. Cserebökény je 1973. Szentesu upravno pripojen, a 1977. i Magyartés.

## Stanovništvo
Szentes je na popisu 2001. imao 31.405 stanovnika, većinom Mađara, uz pripadnike romske, njemačke i ukrajinske manjine. Katolici su trećina, kalvinisti nešto manje od petine, četvrtina je bez vjere. Nacionalnu manjinsku samoupravu imaju Romi i Grci.

## Povijest
Szentes je bio naseljen već u novom kamenom dobu. Čuveni arheološki nalaz iz gradske okolice je Bog sa srpom koji je skoro jedina skulptura božanstva iz tog razdoblja reprezentirano kao muškarac.
Prvo spominjanje naselja je iz 1332. godine pod imenom Scenthus. Za vrijeme osmanskog osvajanja broj stanovništva se povećevao (s istovremenim opustošenjem okolnih sela). Od 1703. godine grad je učestvovao u protuhabsburškom Rákóczijevom ustanku. Od 1708. do 1710. godine stanovništvo grada desetkovala je kuga koja je bila uzrok smrti od skoro tisuću ljudi.
Razvoj malog opidija potaknuo je njegov odabir kao centar za prehranjivanje od strane carskog povjerenika za tu ovlast Johanna Georga Harruckerna tijekom vojnog pohoda protiv Turaka 1716. – 1718. godine. Harruckern je od bečkog dvora dobio niz veleposjeda na jugoistoku Mađarske, pa je 1720. godine došao i do samog Szentesa koji su za to doba naseljavali uglavnom pripadnici mađarske reformatske crkve. Cilj Harruckerna bio je razvijanje grada naseljavanjem. Njegov sin doseljavao je više katoličkih porodica u grad. 
1835. godine Szentes isplatio je ogroman iznos potreban za otkup svojih težaka pa se tim činom uspješno oslobodio od feudalnog sustava koji je već bio zapao u krizu. 1848. godine stekao je pravo na vlastitog poslanika u ugarskom parlamentu. Tijekom mađarske borbe za slobodu (1848. – 1849.) grad je doprinosio obrani mađarske revolucije kako regrutima tako i financijski. 1861. godine Szentes je - poput više drugih naselja - odbio uplatiti nezakonite carske poreze pa je trpio dvotjednu invaziju carske vojske koja je sistematično plačkala po kućanstvima. 1865. godine Szentes je izgubio svoje pravo na uspostavu gradskog vijeća. 
Status Szentesa kao samostalnog grada vraćen je tek nakon austro-ugarske nagodbe 1867. godine kada je grad konačno krenuo putem da postaje istinskim gradom. Szentes je od 1878. do 1950. godine bio središte Čongradske županije kada tu ulogu preuzima Varašelj (mađ. Hódmezővásárhely) pa kasnije Segedin.

## Gospodarstvo
Među industrijskim granama prisutne su proizvodnja električnih dijelova, izrada strojeva i prerada drva. Na raspolaganju ulagača stoji industrijski park. Turizam također ima važnu ulogu u gospodarstvu grada. Szentes je najviše poznat po svom suvremenom termalnom kupalištu. U bivšoj Županijskoj kući postoji konferencijski centar.

## Obrazovanje
U Szentesu ima ukupno četiri srednje škole, među kojima i ugledna Gimnazija "Horváth Mihály".

## Znamenitosti
- Muzej Józsefa Koszta (u bivšoj Županijskoj kući)
- Reformatska crkva s početka 19. stoljeća
- Pravoslavna crkva Sv. Nikole iz 18. stoljeća
- Gradsko vijeće
- Hotel Petőfi
- Sinagoga
- Kuća i stara liječnička ordinacija "Péter Pál"
- Fotografska radionica s početka 20. stoljeća
- Rimokatolička crkva
- Luteranska crkva
- Termalno kupalište

Pokraj grada nalaze se ruševine crkve iz 13. stoljeća.

## Gradovi prijatelji
Szentes ima ugovore o prijateljstvu i partnerstvu sa sljedećim gradovima:
| - Bačka Topola, Srbija - Buñol, Španjolska - Dumbrăviţa, Rumunjska - Lublin, Poljska - Hof Ashkelon, Izrael | - Kaarina, Finska - Markgröningen, Njemačka - Sankt Augustin, Njemačka - Skierniewice, Poljska |

## Vanjske poveznice
- Službene stranice